# Borg - McEnroe

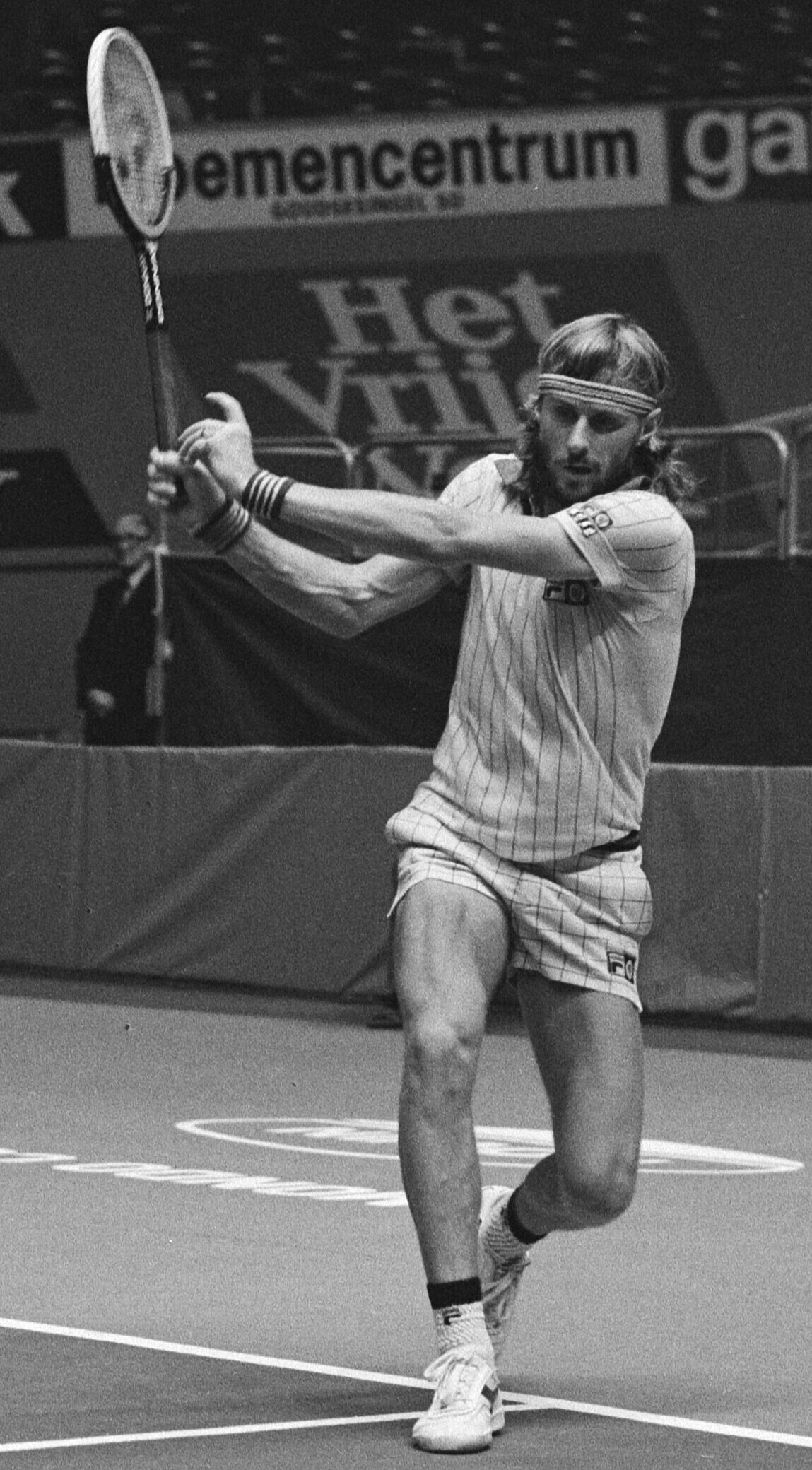
Björn Borg, el 1979.

Borg - McEnroe (títol original en suec, Borg; en finès, Borg/McEnroe) és una pel·lícula de drama esportiu biogràfic del 2017, centrada en la rivalitat professional entre els tenistes Björn Borg i John McEnroe als campionats de Wimbledon de 1980, que va culminar amb la seva trobada a la final d'individuals masculins. La pel·lícula, una producció entre Suècia, Dinamarca, Finlàndia i Txèquia, va ser dirigida per Janus Metz Pedersen, a partir d'un guió escrit per Ronnie Sandahl i protagonitzada per Sverrir Gudnason, Shia LaBeouf, Stellan Skarsgård, Tuva Novotny i Robert Emms. La pel·lícula va inaugurar el Festival Internacional de Cinema de Toronto 2017. S'ha doblat al valencià per a À Punt.